# Song Myeong-seob
Song Myeong-Seob (Bucheon, 29 de junho de 1984) é um ex-taekwondista sul-coreano.
Song Myeong-Seob competiu nos Jogos Olímpicos de 2004, na qual conquistou a medalha de bronze.